# 舞鶴警察署
舞鶴警察署（まいづるけいさつしょ）は、京都府警察が管轄する警察署の一つ。
京都府北部では最大規模の警察署であり、署長には警視が充てられる。

## 所在地
- 京都府舞鶴市南田辺９番地

## 管轄区域
- 舞鶴市

## 沿革
- 2005年（平成17年）4月1日：舞鶴西警察署と舞鶴東警察署を統合し、舞鶴警察署となる。

## 内部組織
- 会計課 - 会計係
- 警務課 - 警務係、留置管理係、犯罪被害者支援係、広聴・相談係
- 生活安全課 - 生活安全係、人身安全・少年係
- 地域課 - 地域第一係、地域第二係、地域第三係、地域管理・水上係
- 刑事課 - 捜査管理係、強行・盗犯係、知能・組織犯罪対策係
- 交通課 - 交通総務係、交通指導係、交通事故捜査係
- 警備課 - 警備係

## 大型交番

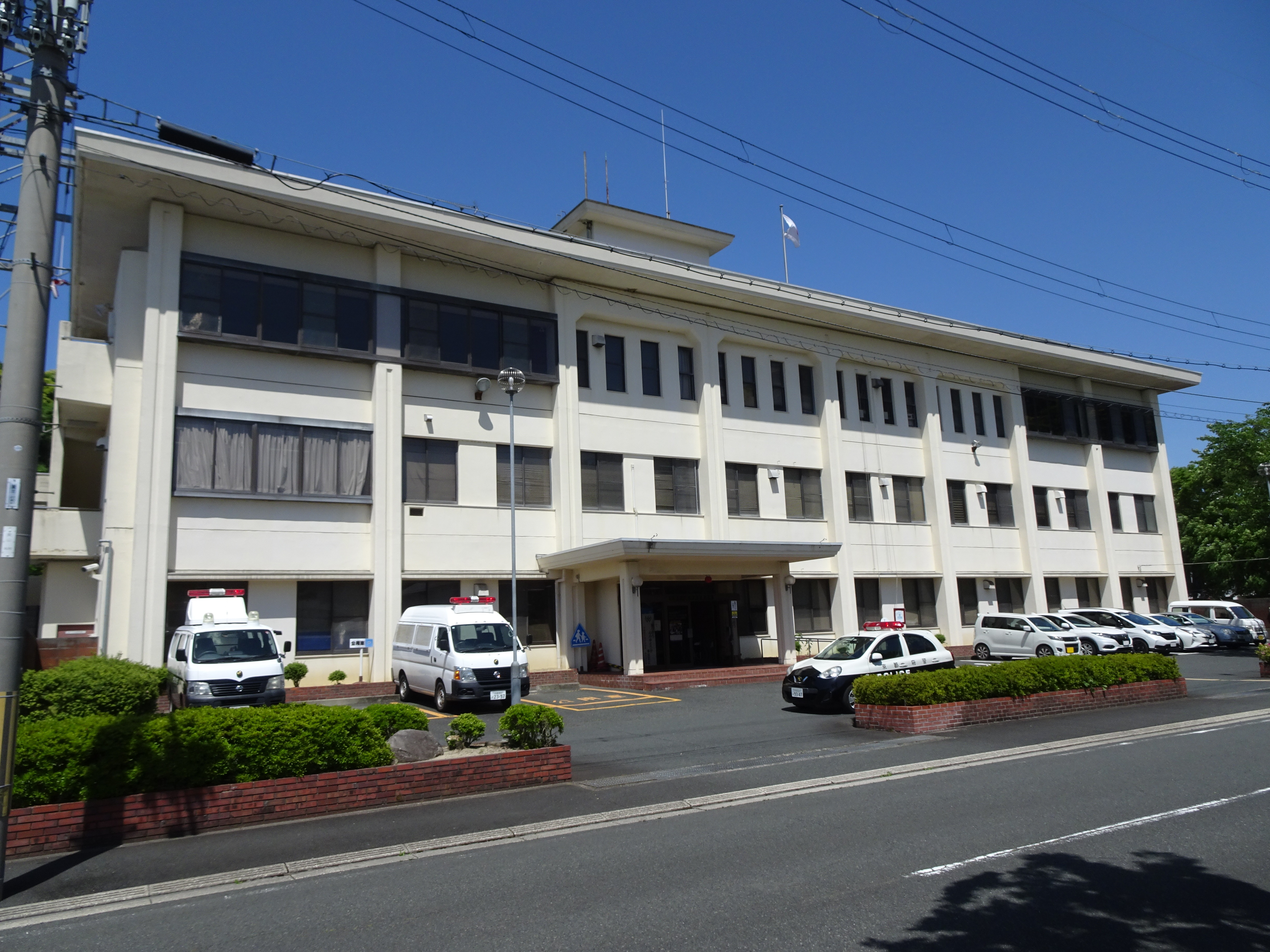
舞鶴警察署東庁舎

- 舞鶴警察署東庁舎（旧舞鶴東警察署） - 舞鶴市字浜2014

## 交番
- 愛宕交番 - 舞鶴市愛宕浜町5-8
- 余内交番 - 舞鶴市字福来201-5他
- 公文名交番 - 舞鶴市字京田15-5
- 志楽交番 - 舞鶴市字鹿原172
- 中舞鶴交番 - 舞鶴市余部上4丁目官有地
- 西舞鶴駅前交番 - 舞鶴市字伊佐津213-8
- 東舞鶴駅前交番 - 舞鶴市字浜647-1
- 行永交番 - 舞鶴市行永東町39-2

## 駐在所
- 池内駐在所 - 舞鶴市字布敷125-1
- 大波駐在所 - 舞鶴市字大波下273-5
- 加佐駐在所 - 舞鶴市字志高747
- 神崎駐在所 - 舞鶴市字西神崎464-2
- 平駐在所 - 舞鶴市字平403-1
- 千歳駐在所 - 舞鶴市字千歳895-2他
- 常駐在所 - 舞鶴市字常570
- 野原駐在所 - 舞鶴市字野原789-1他

## 派出所
- 水上警備派出所 - 舞鶴市字松陰19-3

## 警備艇
- ゆら 京1 （16.00t）

## 主な未解決事件
- 舞鶴高3女子殺害事件（2001年11月。志楽川付近）